# Jesse Marsch
Jesse Alan Marsch (Racine, 8 november 1973) is een Amerikaans voetbalcoach en voormalig voetballer. Tot 6 februari 2023 was hij coach van Leeds United tot hij uiteindelijk ontslagen werd wegens teleurstellende resultaten. In mei 2024 werd hij bondscoach van het Canadese voetbalteam.

## Carrière

### Voetballer
Marsch begon zijn spelerscarrière bij de Princeton Tigers en werd in 1996 overgenomen door D.C. United op aanraden van Bob Bradley, een voormalig trainer van Marsch die op dat ogenblik assistent-trainer was bij die club. Toen Bradley in 1998 hoofdtrainer werd van Chicago Fire volgde Marsch hem naar die club. Na acht seizoenen maakte Marsch in 2006 de overstap naar Chivas USA, waar hij opnieuw met Bradley werd herenigd. In februari 2010 beëindigde hij zijn actieve loopbaan als speler om trainer te worden.
Marsch kwam tweemaal in actie voor de nationale ploeg. Zijn debuut maakte hij op 11 november 2001 in de uitwedstrijd tegen Trinidad en Tobago. Hij kwam acht minuten voor tijd Joe-Max Moore vervangen. De wedstrijd eindigde op 0–0.

### Voetbaltrainer
Na zijn carrière als voetballer werd Marsch door zijn voormalige trainer Bradley gevraagd om hem te assisteren bij de nationale ploeg. Hij hield deze functie aan tot het ontslag van Bradley in juli 2011. Marsch werd in 2012 voor het eerst zelf hoofdtrainer van een club, bij Montreal Impact, al werd er in november van dat jaar al weer een einde gemaakt aan de samenwerking door tegenstrijdige meningen tussen het bestuur en Marsch zelf.
Na een tussenstop als assistent-trainer bij de Princeton Tigers, waar hij zelf ook speelde, werd Marsch in januari 2015 aangesteld als hoofdtrainer van New York Red Bulls als opvolger van Mike Petke. Hier droeg hij bij aan de groei van het Red Bull-team en maakte hij na drie succesvolle jaren de overstap naar zusterclub RB Leipzig, waar hij ging fungeren als assistent van Ralf Rangnick. Na het vertrek van Rangnick maakte Marsch een nieuwe overstap binnen het Red Bull-concern. Op 6 juni 2019 werd hij namelijk aangesteld als hoofdtrainer van de Oostenrijkse zusterclub Red Bull Salzburg, waar hij de naar Borussia Mönchengladbach vertrokken Marco Rose opvolgde. In zijn eerste seizoen bij Salzburg wist hij de dubbel te winnen. Gedurende zijn tweede seizoen, waarin zijn ploeg opnieuw aan de leiding ging, werd bekend dat Marsch na afloop van dat seizoen de naar Bayern München vertrekkende Julian Nagelsmann op zou volgen als hoofdtrainer bij RB Leipzig. Hier tekende hij een contract tot medio 2023. Hij werd in december 2021 alweer ontslagen. In februari 2022 werd hij aangesteld als coach van Leeds United. Hier tekende hij een contract tot medio 2025. Op 6 februari 2023 werd Marsch echter vroegtijdig ontslagen wegens de teleurstellende resultaten dat seizoen. Leeds United stond op dat moment op de zeventiende plek in de Premier League.